# Peter Longerich

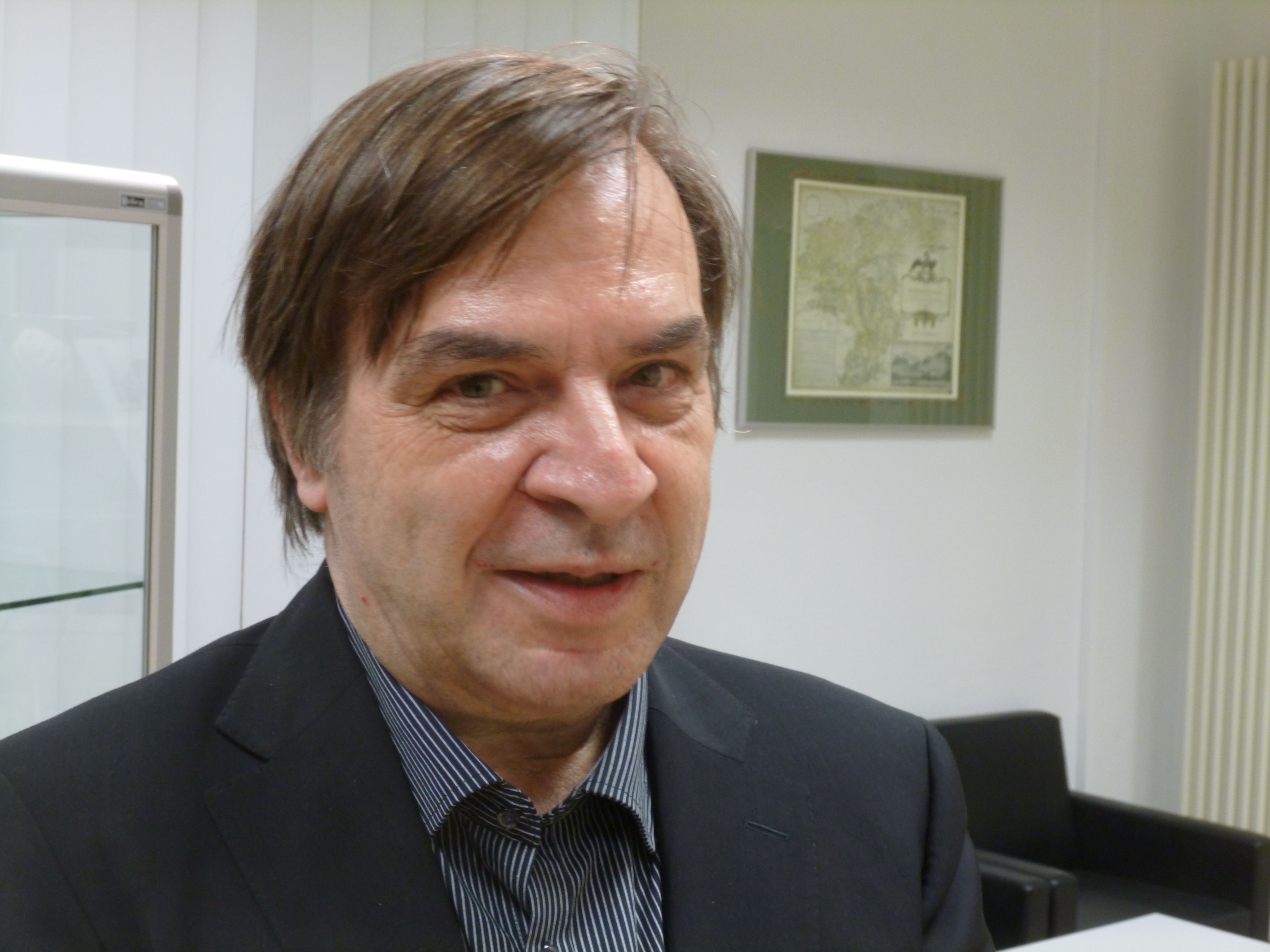
Peter Longerich (2015)

Heinz Peter Longerich (* 4. Februar 1955 in Krefeld) ist ein deutscher Zeithistoriker und Experte für die Geschichte des Nationalsozialismus. Er lehrte als Professor für Moderne deutsche Geschichte am Royal Holloway and Bedford New College der Universität London und an der Universität der Bundeswehr München.

## Leben
Peter Longerich wurde als Sohn des Journalisten Heinz Longerich und dessen Frau Helga, geb. Kathe, in Krefeld-Uerdingen geboren und wuchs in Itzehoe auf. Nach dem Abitur am Kaiser-Karl-Gymnasium in Itzehoe 1973 studierte Longerich Geschichte, Soziologie und Staatsrecht an der Georg-August-Universität Göttingen. 1977 wechselte er an die Ludwig-Maximilians-Universität München, wo er als Hilfskraft an dem von Gerhard A. Ritter und Klaus Tenfelde geleiteten Projekt „Bibliographie zur Geschichte der deutschen Arbeiterbewegung 1863–1914“ mitwirkte und im Juli 1980 das Studium mit dem Magisterexamen abschloss. Im Juli 1983 wurde er in München bei Gerhard A. Ritter mit einer Studie über Die Presseabteilung des Auswärtigen Amtes unter Ribbentrop promoviert (Zweitgutachter war Wolfgang Hardtwig). Von der zeitgenössischen Rezeption wurde an Longerichs Dissertation gelobt, dass er mit seiner fundierten Studie zur „in eigener Regie“ betriebenen Auslandspropaganda des Auswärtigen Amtes eine „Forschungslücke geschlossen“ habe, da vorherige Arbeiten fast ausschließlich auf Joseph Goebbels’ Propagandaapparat fixiert gewesen seien.
Von Juli 1983 bis 1989 war Longerich Mitarbeiter am Institut für Zeitgeschichte in München, wo er als verantwortlicher Bearbeiter am Projekt „Rekonstruktion der Akten der Partei-Kanzlei, Teil II“ beschäftigt war. 1999 habilitierte er sich an der Universität der Bundeswehr in München mit einer Gesamtdarstellung der nationalsozialistischen Judenverfolgung, die bereits 1998 unter dem Titer Politik der Vernichtung im Piper Verlag erschienen war. 2002/03 war Longerich Gastprofessor am Fritz Bauer Institut in Frankfurt am Main und forschte anschließend 2003/04 als „J.B. and Maurice Shapiro Senior Scholar in Residence“ am Centre for Advanced Holocaust Studies des Holocaust Memorial Museum in Washington. 
Seit 1993 lehrte Longerich am Royal Holloway and Bedford New College der Universität London (seit 2000 als Professor für Moderne deutsche Geschichte) und war dort Gründungsdirektor des Research Centre for the Holocaust and Twentieth-Century History. Zugleich lehrte Longerich von 2012 bis 2018 an der Universität der Bundeswehr in München sowie als außerplanmäßiger Professor für Philosophie an der Universität Erfurt. Er ist Herausgeber der Reihe Serie Piper Dokumentation.
Longerich gilt als Spezialist für die Geschichte des NS-Staats und besonders des Holocausts. Einem breiten Publikum bekannt wurden seine Biografien zu Heinrich Himmler (2008), Joseph Goebbels (2010) und Adolf Hitler (2015), die in mehrere Sprachen übersetzt wurden und international auf überwiegend positive Kritik stießen.

## Schriften
Monografien
- Propagandisten im Krieg. Die Presseabteilung des Auswärtigen Amtes unter Ribbentrop. Oldenbourg, München 1987, ISBN 3-486-54111-0 (Zugl.: München, Univ., Diss., 1983) (online Volltext verfügbar).
- Die braunen Bataillone. Geschichte der SA. Beck, München 1989, ISBN 3-406-33624-8.
- Hitlers Stellvertreter. Führung der NSDAP und Kontrolle des Staatsapparates durch den Stab Heß und die Partei-Kanzlei Bormann. K.G. Saur, München 1992, ISBN 3-598-11081-2.
- Politik der Vernichtung. Eine Gesamtdarstellung der nationalsozialistischen Judenverfolgung. Piper, München 1998, ISBN 3-492-03755-0 (Zugl.: München, Univ. d. Bundeswehr, Habil.-Schr., 1999).
- Die Wannsee-Konferenz vom 20. Januar 1942. Planung und Beginn des Genozid an den Europäischen Juden. Ed. Hentrich, Berlin 1998, ISBN 3-89468-250-7 (Öffentlicher Vortrag im Haus der Wannsee-Konferenz am 19. Januar 1998; ergänzt durch eine kommentierte Auswahlbibliographie zur Wannsee-Konferenz und dem Beginn des Völkermords an den europäischen Juden; mit einem Faksimile des Konferenz-Protokolls).
- Der ungeschriebene Befehl. Hitler und der Weg zur „Endlösung“. Piper, München 2001, ISBN 3-492-04295-3.
- „Davon haben wir nichts gewusst!“ Die Deutschen und die Judenverfolgung 1933–1945. Siedler, München 2006, ISBN 3-88680-843-2.
- Heinrich Himmler. Eine Biographie. Siedler, München 2008, ISBN 978-3-88680-859-5.[5]
- Goebbels. Biographie. Siedler, München 2010, ISBN 978-3-88680-887-8.[6]
- Hitler. Biographie. Siedler, München 2015, ISBN 978-3-8275-0060-1.[7]
- Wannseekonferenz. Der Weg zur „Endlösung“. Pantheon, München 2016, ISBN 978-3-570-55344-2.
- Antisemitismus: Eine deutsche Geschichte. Von der Aufklärung bis heute. Siedler, München 2021, ISBN 978-3-8275-0067-0.
- Außer Kontrolle. Deutschland 1923. Molden, Wien 2022, ISBN 978-3-222-15102-6[8]
- Die Sportpalast-Rede 1943. Goebbels und der „totale Krieg“. Siedler, München 2023, ISBN 978-3-8275-0171-4.
- Abrechnung. Hitler, Röhm und die Morde vom 30. Juni 1934. Molden, Graz 2024, ISBN 978-3-406-33624-9.
- Unwillige Volksgenossen. Wie die Deutschen zum NS-Regime standen. Eine Stimmungsgeschichte. Siedler Verlag, München 2025, ISBN 3827501830.

Herausgeberschaften
- Die Ermordung der europäischen Juden. Eine umfassende Dokumentation des Holocaust. 2. Aufl., Piper, München 1989, ISBN 3-492-11060-6.
- Die Erste Republik. Dokumente zur Geschichte des Weimarer Staates. Piper, München 1992, ISBN 3-492-11429-6.
- „Was ist des Deutschen Vaterland?“ Dokumente zur Frage der deutschen Einheit. 4. Aufl., Piper, München 1996, ISBN 3-492-11269-2.
- Enzyklopädie des Holocaust. 4 Bände, Piper, München 1998, ISBN 3-492-22700-7 (mit Eberhard Jäckel und Julius H. Schoeps, zuerst Argon, Berlin 1993, ISBN 3-87024-300-7).